# テイルズ オブ ザ ワールド 〜サモナーズ リネージ〜
『テイルズ オブ ザ ワールド 〜サモナーズ リネージ〜』（TALES OF THE WORLD Summoners Linage、略称：サモリネ）は、2003年3月7日にナムコから発売されたゲームボーイアドバンス用ゲームソフト。シリーズ初のシミュレーションRPGでもある。キャラクターデザインは藤島康介、奥村大悟。

## ストーリー
舞台は『テイルズ オブ ファンタジア』から数世紀後の世界であるアセリア歴4765年。そこには先祖のクラース・F・レスターが確立した古の精霊との契約方式の改良のために契約の指輪を探すクラースの子孫であるフレイン・K・レスターがいた。彼は太古の文献が示す地で、太古に発達していた「魔科学」と呼ばれる技術で作り出されたアンドロイドの妖精マカロンと出会い、共に指輪探索の冒険に挑む。

## システム
本作の戦闘ルールは同社で1988年に発売されたシミュレーションゲーム『キングオブキングス』に近く、特徴として、「クラスアップ制」や「ストーリーパートとバトルパートによる二部構成」が挙げられる。
クラスアップとはそのキャラクターが戦いを通じて経験値を得て、一定レベルに達した時、或いはそのユニットにとって特殊な道具を使うと、別のキャラクターに変身するシステムである。別のキャラクターに変わることで、そのユニットの行動範囲や特性、容姿が変化し戦闘において様々な特技を使用することができる。この様な様々な能力や特性を持つキャラクターをユニットとしてプレイヤーが配置し、戦略を立てて攻略条件を満たしていくことが目的である。
ストーリーパートはマップ上でストーリーを選択したのちに発生し、ストーリーの流れを楽しむための会話からバトルパートへつながる。バトルパートは基本は自軍より開始するターン制の戦闘方式で、ユニットにカーソルを合わせて行動を決定する。自軍のユニットの行動がすべて終了又は終了したいと思うときに終了決定すると相手の行動ターンになる。相手ターンが終了すると再び自軍ターンとなり交互に行動ターンが巡ってくる。また、今作独自の要素としてキャラクターを戦闘に参加させる場合、「マナと拠点や契約した魔物」が必要となる。戦闘開始時は基本的に主人公一人だけしか場に存在していないので、最初の行動は魔物を召喚することができる「拠点」に移動させることが定石となっている。召喚できる拠点に到達しても、そのターンは行動できず次の自軍ターンから召喚が可能となるが、無限に召喚できるのではなく「マナ」と呼ばれる数値の中から、召喚する魔物の必要消費マナを消費した後に召喚される。また、ユニットが行動前であるならば「合成」や「装備」を付加させてその能力値の修正が可能。
マナは自軍の行動開始時、自軍の拠点数に応じて回復する。拠点は建物や魔法陣等の特殊な地形で、主人公を含む人間ユニットか人間ユニットが所属するパーティ(部隊)を配置すると占拠出来る。敵の拠点を占拠すると敵軍のマナ回復量の一部を奪取した事になるので戦況が有利になるが、逆に占拠されてしまうと不利になる。また、敵・味方を問わず「拠点」のマスに止まっているユニットはHPが少し回復する。
自軍・敵軍の兵隊的存在として魔物がおり、主人公や相手の召喚師は総大将的存在である。魔物同士が戦闘を行う場合、仕掛けた側が先攻になる。撃破を含めて相手にダメージを与えたユニットには経験値が与えられ、一定値を超えるとレベルが上昇する。主人公を含めユニットは最大3体のパーティを組む事が可能である。集団攻撃や移動範囲の増大などの利点があるが、部隊数が少なくなるといった欠点がある。パーティを解散して個別ユニットに戻す事も出来る。未使用の「契約の指輪」を所持した主人公が他のユニットを撃破した時、相手の属性と指輪の属性の相性が一致していれば契約して仲間にできる。この方法でなければ仲間にならない魔物も存在する。

## 用語
召喚術
太古に存在した、精霊の力を借りて魔法を使用する技術。フレインの先祖であるクラースが召喚方法を確立するまで机上の空論とされていた。
今作では様々な召喚術が考案されている様子で、クラースやフレインの「契約の指輪」を用いる方法は特殊とされる。
名義上は精霊との契約だが、それ以外でも魔界の住人や魔物との契約も結べる（相手が了解した場合）。
魔科学
太古に存在していた人間がマナを使用しエルフ族と同様の魔法を使うための技術。『ファンタジア』の未来編に至るまで人はこの技術を追い求めていたが、大消失による著しい魔科学の行き詰まりとその危険性により一部を除いて「世界を滅ぼす忌むべき技術」とされている。また、利用方法次第では半永久的に動く動力源ともなりうる。

## 登場キャラクター

### プレイヤーキャラクター
フレイン・K・レスター
本作の主人公。各地の遺跡を巡り、契約の指輪を探している途中でマカロンと出会う。
マカロン
フレインの辿り着いた遺跡で眠っていたホムンクルスと呼ばれる妖精型魔科学アンドロイド。人間1人とともに時空移動が出来る。
ベルガ・モントール
双子の姉弟の姉。魔王軍に両親を殺された。
ボルガ・モントール
双子の姉弟の弟。両親を殺されたショックから、姉以外には心を閉ざしている。
マーク・ギニール / マイラ・ギニール
剣士。両親の仇を追っている。端整な顔立ちのため、女性に間違われることが多い。
本名は「マイラ・ギニール」。実は正真正銘の女性である。自分の両親の仇にして実兄であるアルフに対しては憎しみもある一方、殺したくないといった葛藤に駆られている。アルフを追うために男装していて自分自身を男性だと話している。このため、登場時では男性ユニット扱いであるが、チャプター「西の孤島」以降は自分から女性であることを打ち明けて女性ユニット扱いになる。
エルミラ・ルージュ
森の異変を察知して来たウィッチ。フレインと出会い、彼の召喚に興味を抱き行動を共にする。夫をオークに殺され、オークを憎んでいる。
終盤では、それまでの彼女に関わる全てのイベントをこなしているかどうかで彼女が取る行動が変わる。
人間のメインキャラで唯一、公式サイトに立ち絵が無かった。

ヘルン
ヘルハウンドでケルベロスのケルンの兄。人と自分たちが共存するために自分たちがどのようにあるべきかを弟に説くが聞き入れられない。

### その他のキャラクター
ゼクス
魔科学アンドロイド。生みの親のガレル・オーパス博士を殺されてからは人間に復讐を誓う。
バトルパートにおいてはユニットの最後に倒さないと高確率で復活するなど厄介な能力を持っている。また、魔科学の産物故にマナを取り込むことにより傷を癒すこともできる。
リーシス
ゼクスの部下。ロリコンでナルシストのヴァンパイア。ベルガを理想の少女として過剰なまでのアプローチをしてくる。
メディベル
ゼクスの部下。メデューサでゼクスに恋している。
アルフ / アルフ・ギニール
剣士。各地で契約の指輪を集めており、傭兵として各地を巡るために精霊の指輪も探す男性。
本名は「アルフ・ギニール」。実はマーク / マイラの実兄である。自身の両親を殺し、また魔王軍側に雇われているために妹であるマーク / マイラとはよく衝突するが、妹思いな一面も持ち合わせている。
ケルス
ヘルンの弟でケルベロス。若さ故の無鉄砲さを魔王に利用されて魔王軍に参加する。そのため、兄のヘルンとは対立関係。
ニーグ
ニーズヘッグ族の野心家。自分の望む混沌の世界を創造するために表面上ゼクスに協力して、ケルスを誑かした張本人。

## 評価
発売初週では14,828本を販売した。